# القنة السفلى (لودر)

تعديل مصدري - تعديل

القنة السفلى هي إحدى قرى عزلة زارة بمديرية لودر التابعة لمحافظة أبين، بلغ تعداد سكانها 526 نسمة حسب تعداد اليمن لعام 2004.